# Gerendás
Gerendás es un pueblo ubicado en el distrito de Békéscsaba, en el condado de Békés, Hungría.

## Superficie
Posee una superficie de 40,78 kilómetros cuadrados.

## Demografía
Hasta 2019 la población era de 1187 habitantes, con una densidad de población de 29,11 habitantes por kilómetro cuadrado.